# Élancourt
Élancourt és un municipi francès, situat al departament d'Yvelines i a la regió de l'Illa de França. L'any 2005 tenia 27.643 habitants.
Forma part del cantó de Trappes, del districte de Rambouillet i de la Comunitat d'aglomeració Saint-Quentin-en-Yvelines.